# لیترو (دهانه)
لیترو یک دهانه برخوردی در ماه‌ است.

## دهانه‌های اقماری
این دهانه ۴ دهانه اقماری دارد.
| Littrow | عرض جغرافیایی | طول جغرافیایی | قطر          |
| ------- | ------------- | ------------- | ------------ |
| A       | ۲۲.۲° N       | ۳۲.۲° E       | ۲۳.۰ کیلومتر |
| P       | ۲۳.۲° N       | ۳۲.۸° E       | ۳۶.۰ کیلومتر |
| D       | ۲۳.۷° N       | ۳۲.۸° E       | ۸.۰ کیلومتر  |
| F       | ۲۲.۰° N       | ۳۴.۱° E       | ۱۲.۰ کیلومتر |